# Ilybius piceus
Ilybius piceus är en skalbaggsart som först beskrevs av Otto Friedrich Müller 1776.  Ilybius piceus ingår i släktet Ilybius och familjen dykare. Inga underarter finns listade i Catalogue of Life.